# صحافة غير ربحية

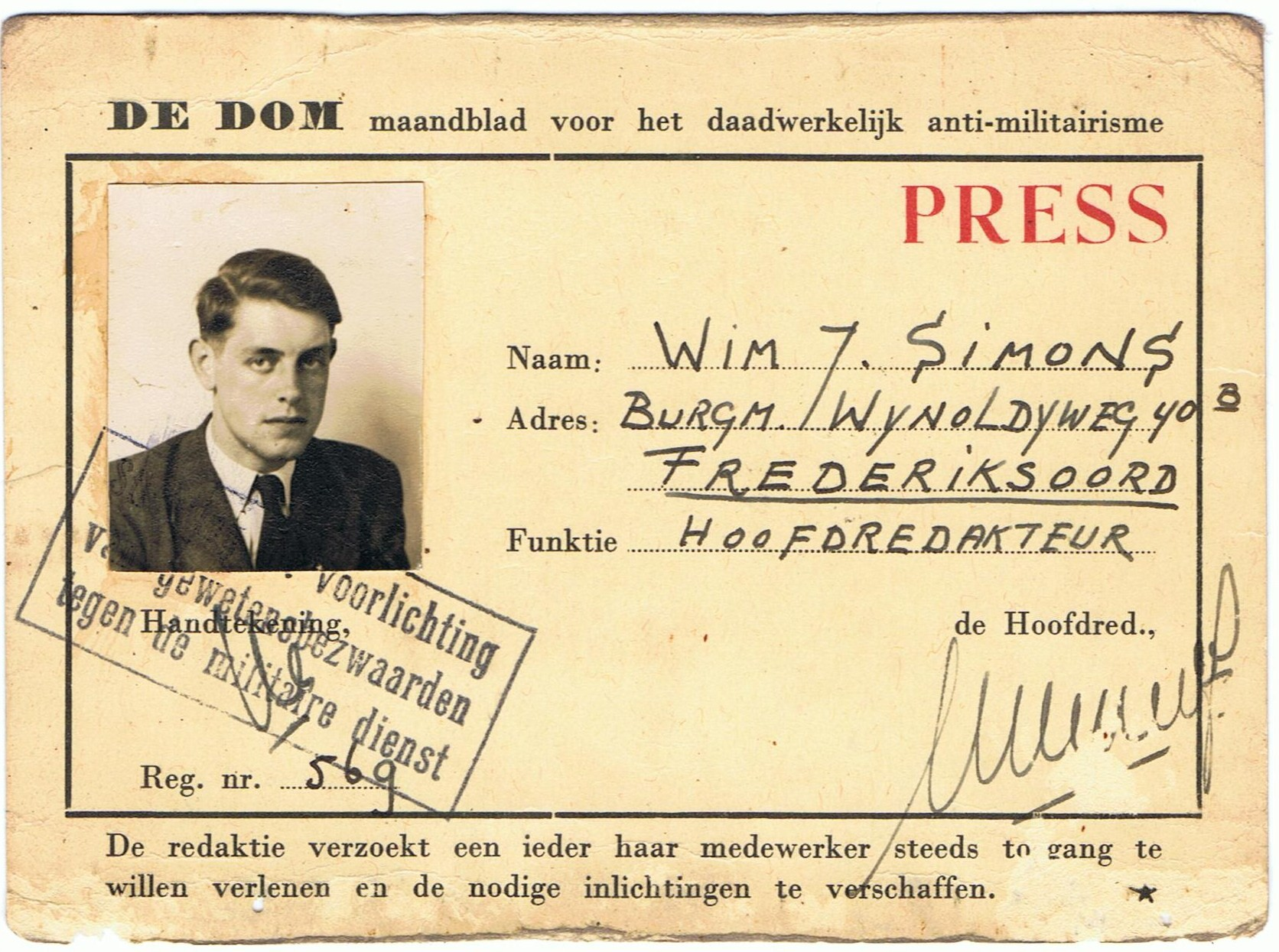

الصحافة غير الربحية (ويرمز لها بالاختصار NPJ، وتعرف أيضًا باسم الصحافة غير الهادفة للربح أو الصحافة البحثية) هي ممارسة الصحافة كمنظمة غير ربحية وليس عمل للربح. مجموعات الصحافة غير الربحية (NPJ) قادرة على العمل وخدمة الصالح العام دون قلق من الديون، والأرباح، والحاجة إلى تحقيق الربح. تعتمد تجهيزات NPJ على التبرعات الخاصة والمنح المؤسسية لدفع النفقات التشغيلية تمامًا مثل جميع المنظمات غير الربحية.

## تاريخ الصحافة غير الربحية
إن الظهور الحديث للصحافة غير الربحية قد يجعل البعض يعتقدون بأن هذا اتجاه جديد في مجال كفاحي. إلا أن الصحافة غير الربحية بدأت منذ بداية عصر الصحف. ففي عام 1846، اتحدت خمس صحف في نيويورك لتتشارك التقارير الصحفية الآتية من الحرب المكسيكية الأمريكية. وأنتجت تلك التجربة الصحفية وكالة أسوشيتد برس، التي لا تزال حتى يومنا وكالة تعاونية غير ربحية.
تقدم مجلة نيو إنترناشوناليست – التي بدأ نشرها منذ عام 1973 في المملكة المتحدة ومنذ عام 1979 كشركة مستقلة في أستراليا – إحدى الإصدارات غير الربحية المستقلة الأقدم في العالم. وفي الولايات المتحدة، تم تأسيس اثنتين من المنظمات الصحفية المحلية غير الربحية، شيكاغو ريبورتر التي تأسست عام 1974، ومجلة سيتي ليميتس التي تأسست عام 1976، لتغطية القضايا السياسية الحضرية الاجتماعية والاقتصادية. ويعد مركز التقارير الصحفية الاستقصائية (الذي تم تأسيسه عام 1977) هو أقدم منظمة إخبارية استقصائية غير ربحية في الدولة، وقد تلا إنشاء الراديو الوطني العام في 1970 كنتيجة لقانون الإذاعة العام في 1967. وفي الآونة الأخيرة، ظهرت منظمات صحفية غير ربحية مثل مركز فرانكلين للحكومة والنزاهة العامة وشركة ProPublica وشبكة أخبار المجلس التشريعي على الإنترنت وموقع Texas Watchdog وموقع Stateline.org وموقع Watchdog.org وصندوق موقع Huffington Post الاستقصائي، كمنظمات صحفية قوية وهامة تخدم جموع المواطنين. وفي يوليو 2009، اجتمعت 20 منظمة إخبارية غير ربحية وضيوف آخرين لمناقشة القضايا التي تواجه غرف الأخبار التي تركز على الصحافة الاستقصائية وتشكلت هناك شبكة الأخبار الاستقصائية. وفي أبريل 2010، تم إطلاق مبادرة غير الربحية بلندن تحت اسم مكتب الصحافة الاستقصائية.

## وصلات خارجية
- Center for Investigative Reporting website
- Franklin Center for Government and Public Integrity website
- The Huffington Post website
- Investigative News Network
- New Internationalist website
- New Internationalist Australia website
- National Public Radio website
- South East Europe Media Organisation
- ProPublica website
- Statehouse News Online website
- Stateline.org website
- Watchdog.org website